# Vladimir Natanovič Gel'fand
Vladimir Natanovič Gel'fand (in russo Владимир Натанович Гельфанд?; Novoarchanhel's'k, 1º marzo 1923 – Dnipropetrovs'k, 25 novembre 1983) è stato uno scrittore ucraino, ufficiale dell'Armata Rossa durante la seconda guerra mondiale.
Il suo diario con le annotazioni da ufficiale dell'Armata Rossa fu pubblicato in Germania nel 2005, in forma integrale con il titolo Deutschland-Tagebuch 1945-1946 è il primo ed unico diario personale di un militare sovietico ad essere pubblicato in lingua tedesca.

## Biografia
Dal maggio 1942 fino al novembre 1946 presta servizio come soldato nell'armata Rossa. Dal 1943 è membro del Partito comunista. Nel 1952 si laurea presso Università Gor'kij di Molotov. Dal 1952 fino al 1983 ha lavorato come insegnante di storia presso la PTU.
La seconda guerra mondiale cambia la vita di Vladimir Gel'fand. Dopo aver prestato servizio al fronte, assiste impotente alla distruzione e alla morte dei suoi commilitoni. Nei suoi diari scritti tra il 1941 ed il 1946, Gel'fand scrisse del suo odio implacabile verso la guerra e i militari russi.
Nonostante tutto ne ha descritto e ne vive le lotte, la politica e l'occupazione. Si reca dal sarto, acquista al mercato nero, visita pub, impara a scattare fotografie e fa le sue "particolari" esperienze con le donne. È un osservatore sensibile, e complice, non tenta di nascondere i suoi saccheggi e gli atti di vendetta. I diari di Gel'fand sono una cronaca unica e cruda dell'occupazione sovietica prima dell'invasione tedesca.
La versione dei diari di Gel'fand intitolata : "Diari tedeschi 1945-1946",  registra le vicende di un soldato dell'Armata Rossa, frutto di un assemblaggio postumo di annotazioni scritte tra il gennaio 1945 ed il settembre 1946, e coglie lo stato d'animo dei soldati sovietici nelle fasi conclusive del secondo conflitto mondiale e nell'immediato dopoguerra.
Ufficiale ebreo di origini ucraine, l'autore restituisce con viva immediatezza il crescente desiderio di vendetta che serpeggiava tra le truppe impegnate nell'operazione “Vistola-Oder”, l'odio per un nemico sempre più identificato con l'intero popolo tedesco, l'ansia distruttiva e la furia saccheggiatrice dell'Armata Rossa, alla quale neppure Gel'fand seppe sottrarsi del tutto. Il diario registra diversi episodi di stupro e violenze alle donne tedesche.

## Opere
- Vladimir Natanovič Gel'fand, Tagebuch (1941—1946): Aufzeichnungen in kyrillischer Schrift, Baden-Baden, bbb battert, 2002,  p. 336, ISBN 978-3-87989-360-7.
- Vladimir Natanovič Gel'fand, Deutschland Tagebuch 1945—1946, Berlino, Aufbau-Verlag, 2005, ISBN 3-351-02596-3.
- Vladimir Natanovič Gel'fand, Tysk dagbok 1945—46: En sovjetisk officers anteckningar, Stoccolma, Libro Editore Ersatz, 2006,  p. 399, ISBN 978-91-88858-21-4.
- Vladimir Natanovič Gel'fand, Deutschland Tagebuch 1945—1946, Berlino, Aufbau-Taschenbuch-Verlag, 2008, ISBN 3-7466-8155-3.
- Vladimir Natanovič Gel'fand, Tysk dagbok 1945—46, Stoccolma, Ersatz, 2012, ISBN 978-91-86437-83-1.
- Vladimir Natanovič Gel'fand, Владимир Гельфанд. Дневник 1941–1946, Mosca (Russia), Росспэн, 2015,  p. 751, ISBN 978-5-8243-1983-5.
- Vladimir Natanovič Gel'fand, Владимир Гельфанд. Дневник 1941–1946, Mosca (Russia), Росспэн, 2016, ISBN 978-5-8243-2023-7.